# Pielnia

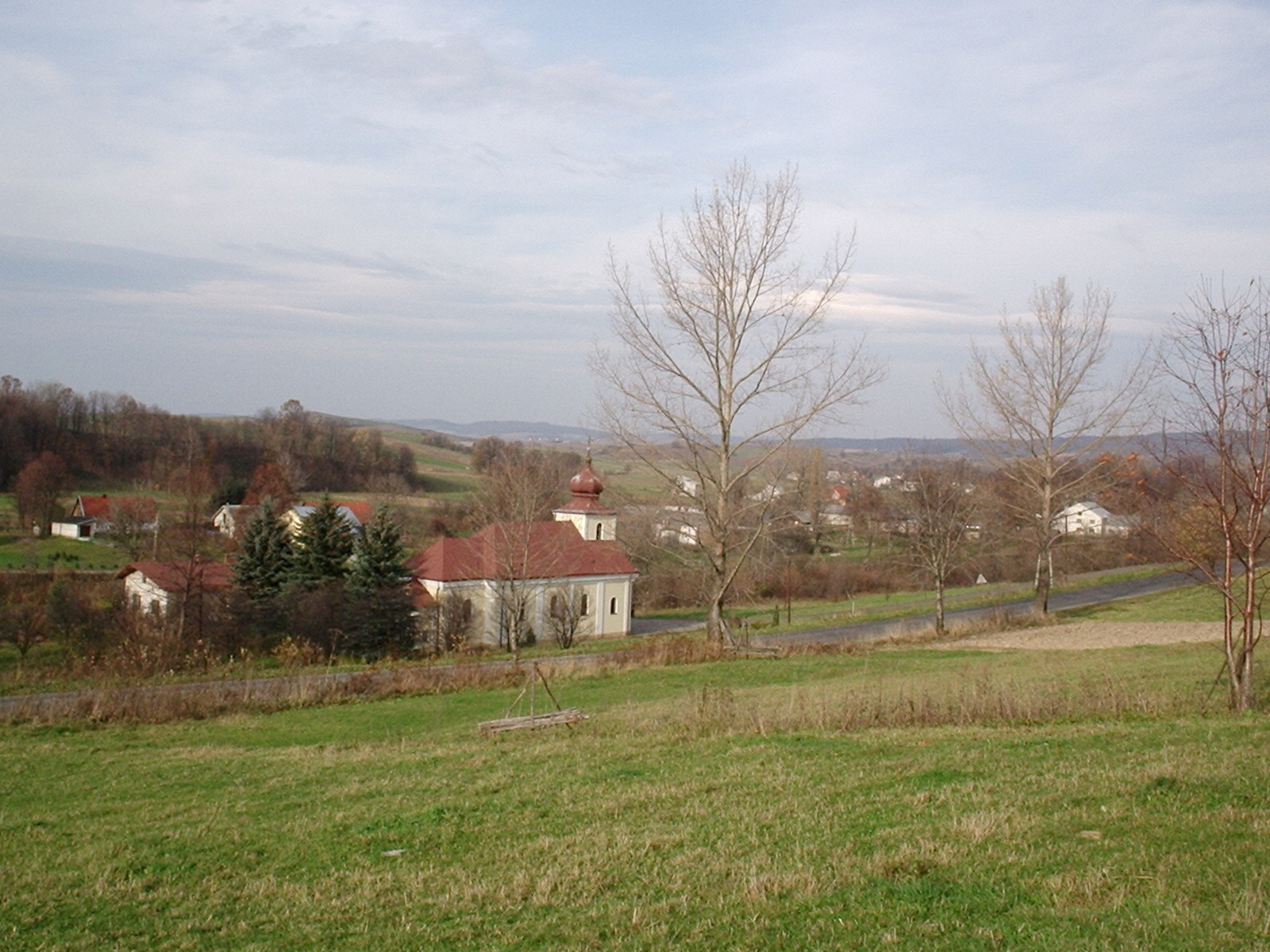
Pielnia, 2005

Pielnia (ukrainisch Пельня) ist ein Dorf in der Gemeinde Zarszyn, Powiat Sanocki in Polen.

## Geographie
Es liegt in einem bewaldeten Gebiet (Wald Retkow) im äußersten Südosten Polens an der Pielnica in einem hügeligen Gebiet des Sanoker Flachlands an der Landstraße, fünf Kilometer von Bukowsko entfernt in Richtung Długie und Pisarowce. Das Dorf befindet sich in 386 m Höhe ü. M. und hat 870 Einwohner (Stand 2002).
Nachbarorte sind Nowosielce im Norden, Jędruszkowce im Nordosten, Dudyńce im Südosten, Nadolany im Süden, Odrzechowa im Südwesten sowie Posada Zarszyńska und Długie im Nordwesten.

## Geschichte
Das Dorf entstand in der zweiten Hälfte des 14. Jahrhunderts als Pella (1376) bzw. Nova Libertas (1387, Nowa Wola) und gehörte in den Jahren 1376 bis 1400 dem Mikołaj Skałka.
Später wurde als 1429 Pella Inferior, 1434 Pella Superior, P. Inferior, 1438 Pyella, 1458 in duabus Pellis, 1465 Pylla, 1486 Mediocris Pella, 1499 Piellia, 1519 Pyella Nyzna, 1527 Superior Pyella dicta Skalczyna, 1577 Piella Superior, P. Inferior, P. Skalczyna, erwähnt. Der Name ist mit dem Namen des Bachs Pielnica verbunden, obwohl es nicht sicher ist, welcher Name älter ist. Der Bach, ursprünglich Brzozova (1366), wurde im Jahr 1390 als Pele erwähnt, als das Dorf Jaćmierz (Posada Jaćmierska) vom König Władysław II. Jagiełło dem deutschstämmigen Ritter Fryderyk My(s)snar als Lehen erteilt wurde. Später wurde er im Jahr 1419 als Pella, genau wie das Dorf Pielnia im Jahr 1429, erwähnt. Eine andere Hypothese verbindet den Namen mit dem neuen Besitzer des Dorfs nach dem Jahr 1400: Pewel (1427), Iohannes Peluelski de Pella (1429).

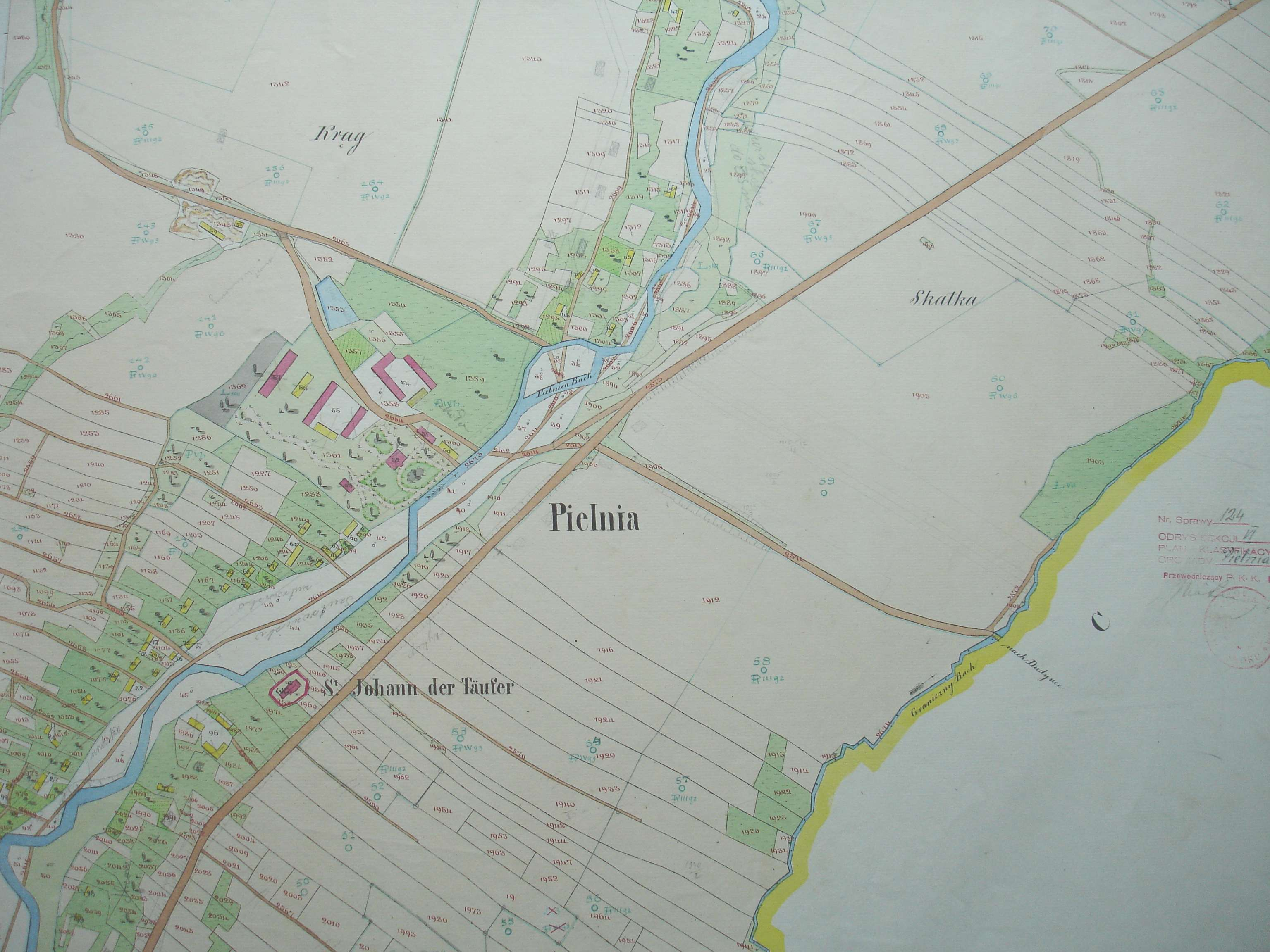
Kataster-Flurkarte von Pielnia, 1852, Galizien

Zur Kirchengemeinde (bis 1944) gehört Dudyńce, Jędruszkowce (Andruszkowce), Markowce, Pobiedno, (Pobidno), Podgaj, Prusiek, Pisarowce (Pisarzowice) die dem Bistum Przemyśl, Dekanat Sanok untersteht. 1898 umfasste sie 1.002 Katholiken.
Bei der Ersten Teilung Polens kam Pielnia 1772 zum neuen Königreich Galizien und Lodomerien des habsburgischen Kaiserreichs (ab 1804). Ab dem Jahr 1855 gehörte Pielnia zum Bezirk Sanok, Steuerbezirk Bukowsko. Im Jahr 1900 hatte die Gemeinde 1127 Einwohner, davon 707 griechisch-katholisch und ruthenischsprachig (d. h. ukrainischsprachig), 420 polnischsprachig, 379 römisch-katholisch, 41 Juden.
Nach dem Zweiten Weltkrieg, im Rahmen des Unternehmens Aktion Weichsel, wurden die Ukrainer zwangsumgesiedelt.